# Chloroclystis mempta
Chloroclystis mempta är en fjärilsart som beskrevs av Louis Beethoven Prout 1928. Chloroclystis mempta ingår i släktet Chloroclystis och familjen mätare. Inga underarter finns listade i Catalogue of Life.